# 3 X 3
3 X 3 es el segundo y último EP del grupo de pop rock Genesis. Fue lanzado en 1982, y sus tres canciones integrantes fueron grabadas durante las sesiones del álbum "Abacab".
Luego de su lanzamiento, la canción principal de 3 X 3 era "Paperlate", y permitió que el EP alcanzara la posición #10 en los rankings del Reino Unido. Debido a que el mercado de los EP nunca despegó en Norteamérica, Atlantic Records decidió en su lugar publicar las tres canciones como parte del álbum en vivo Three Sides Live en la cuarta cara (Cuando el disco fue sacado de nuevo en 1994, esa edición fue borrada). Dos de sus tres canciones, "Paperlate" y "You Might Recall", fueron sacadas en la compilación "Genesis Archive 2: 1976-1992".
"Me and Virgil" fue omitida debido a que al grupo ya no le gustaba la canción. Luego se la incluyó en el disco extra de la caja de colección "Genesis 1976-1982" del año 2007, aunque en una nueva versión remixada, permaneciendo la versión original como un elemento de colección. La canción "Paperlate" llegó a ingresar en el ranking de los 40 mejores éxitos en los EE. UU. en 1982, tras la publicación del EP.
El diseño del EP "3 X 3" recordaba al primer EP de The Beatles publicado en 1963 y llamado "Twist and Shout", desde la foto de la portada hasta las notas en el interior del álbum y la contratapa. El título en sí mismo es una clara alusión a Rolling Stones, quienes lanzaron un EP llamado "Five by Five" y un álbum titulado "12 X 5". En todos estos álbumes el primer número se refiere al número de canciones incluidas en el disco y el segundo a la cantidad de integrantes. En este caso, "3 X 3" se refiere a que se incluyen 3 canciones y hay 3 integrantes.

## Lista de canciones
| Pista | Título Inglés    | Título Español   | Autor                        | Duración |
| ----- | ---------------- | ---------------- | ---------------------------- | -------- |
| 1.    | Paperlate        | Noticias         | Banks / Collins / Rutherford | 3:21     |
| 2.    | You Might Recall | Podrías Recordar | Banks / Collins / Rutherford | 5:32     |
| 3.    | Me and Virgil    | Virgilio y Yo    | Banks / Collins / Rutherford | 6:19     |

## Formación
- Phil Collins: Voz, batería, percusión
- Tony Banks: Teclados
- Mike Rutherford: Guitarras, bajo

- Datos: Q767922